# Big City Nights
Singles de Scorpions
Still Loving You
(1984) Coming Home
(1984)
Pistes de Love at First Sting
The Same Thrill As Soon as the Good Times Roll
Big City Nights est une chanson du groupe allemand de hard rock Scorpions. Elle apparaît en tant que sixième piste de leur album de 1984, Love at First Sting.

## Description
Comme la plupart des chansons du groupe, Big City Nights a été composée par Rudolf Schenker et Klaus Meine. La chanson se trouvant sur la face B de Love at First Sting, c'est Schenker (habituellement guitariste rythmique du groupe) qui joue le rôle de guitariste soliste. Big City Nights fut réalisée en tant que troisième single de l'album en 1984, après Rock You Like a Hurricane et Still Loving You, avec comme face B Bad Boys Running Wild. La même année, MTV donna à la chanson un clip vidéo qui participa grandement à son succès. Aujourd'hui, Big City Nights est considérée comme un classique de Scorpions et est jouée à presque tous les concerts. À la différence de la version studio, et contrairement à tous les autres morceaux de Scorpions, c'est Matthias Jabs qui joue les premiers riffs de Big City Nights lors des concerts.

## Autres versions
Une version symphonique de la chanson a été enregistrée en 2000 pour l'album symphonique Moment of Glory, avec l'orchestre philharmonique de Berlin, sur laquelle Klaus Meine chante en compagnie de Ray Wilson du groupe Genesis.
Big City Nights a été reprise par Push Comes II Shove sur l'album Another Piece of Metal: Tribute to Scorpions (2001) et par Kevin DuBrow, chanteur de Quiet Riot, en compagnie de Georges Lynch, ex-guitariste du groupe Dokken, pour un album de reprises de chansons de Scorpions A Tribute To Scorpions - Covered Like A Hurricane (2001).